# Champagne de Venoge
 (novembre 2021).
Si vous disposez d'ouvrages ou d'articles de référence ou si vous connaissez des sites web de qualité traitant du thème abordé ici, merci de compléter l'article en donnant les références utiles à sa vérifiabilité et en les liant à la section « Notes et références ».
Champagne de Venoge est une maison de Champagne située  à Épernay. La maison est fondée à Mareuil-sur-Ay en 1837 par le Suisse Marc-Henri de Venoge, qui déménage rapidement ses activités à Épernay.

## Histoire
Henri-Marc de Venoge émigre depuis son canton de Vaud natal vers la Champagne.
C’est en 1825 qu’il établit à Mareuil-sur-Aÿ un comptoir de commerce pour le négoce des draps et de vin. Le vin est élevé par des viticulteur et on ne parle pas encore de Champagne mais de vin mousseux de champagne. 
En 1837, Henri-Marc de Venoge transforme le comptoir en la maison de Champagne de Venoge en créant la société « de Venoge & Cie », avec son fils Joseph. 
La maison déménage la même année rue Lochet à Épernay,. Puis en 1838, Henri-Marc de Venoge crée la première étiquette illustrée de l’Histoire de la Champagne. Il fait rapidement évoluer ses étiquettes en les adaptant à l’effigie de ses clients ou d’événements spécifiques. Concernant l'aspect de la bouteille, elle a la forme d'une élégante carafe qui rappelle les 
habitudes de la grande aristocratie européenne du début du XXe siècle qui décantait le Champagne en flacons de cristal. En 1860, Joseph le fils lance une étiquette, véritable œuvre d’art, qui restera pendant des décennies : le Vin du Paradis.
Après les débuts de la marque, la renommée du champagne de Venoge prend de l'ampleur. En 1876, le champagne de Venoge, fortement implanté aux États-Unis, reçoit le Grand Prix de l’exposition universelle de Philadelphie en 1876. Puis en 1939, l'affichiste bien connu, Robert Falcucci, qui crée la fameuse affiche “Bouchon Monoclé” pour la maison de Venoge. 

Par la suite, en 1958, la famille de Venoge cède la marque De Venoge ; la marque  et les stocks sont installés dans les bâtiments du Champagne Boizel, au 46 avenue de Champagne à Épernay. Finalement, en 2015, la maison de Champagne de Venoge s'installe, au 33 avenue de Champagne dans un hôtel particulier datant de 1900, la Villa Gallice.

Les bâtiments de Venoge dans le temps
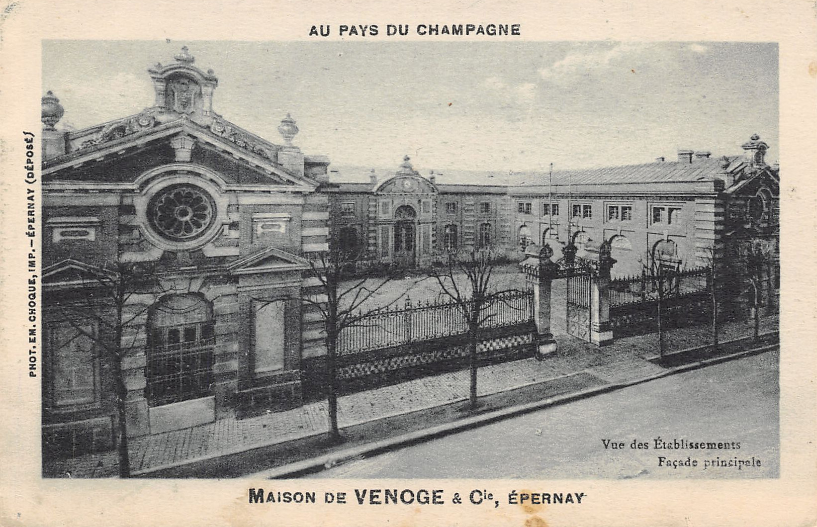
Siège de la maison "de Venoge et Cie" à Épernay.
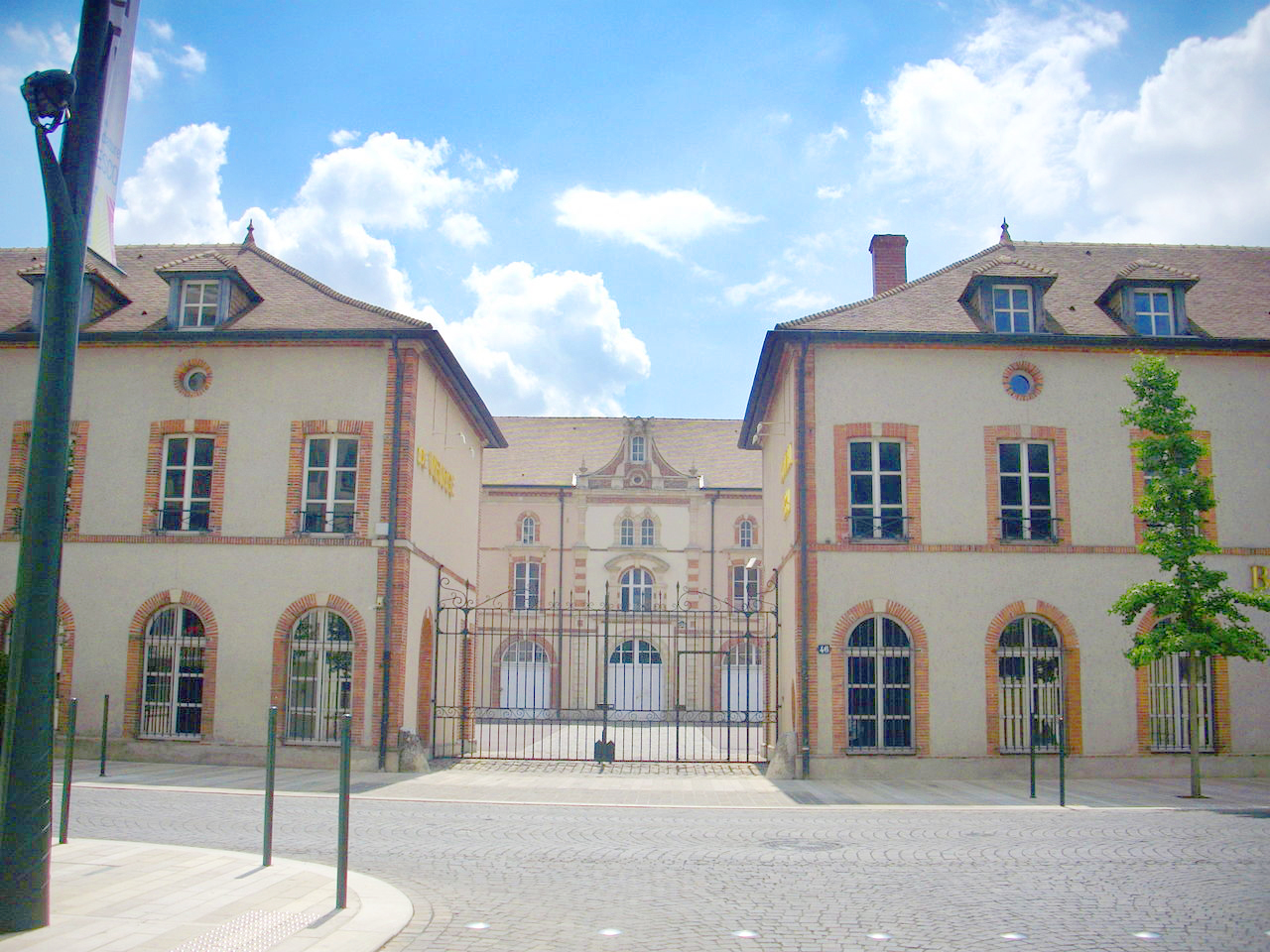
Le 46 avenue de Champagne à Épernay, ancienne adresse des champagnes de Venoge.
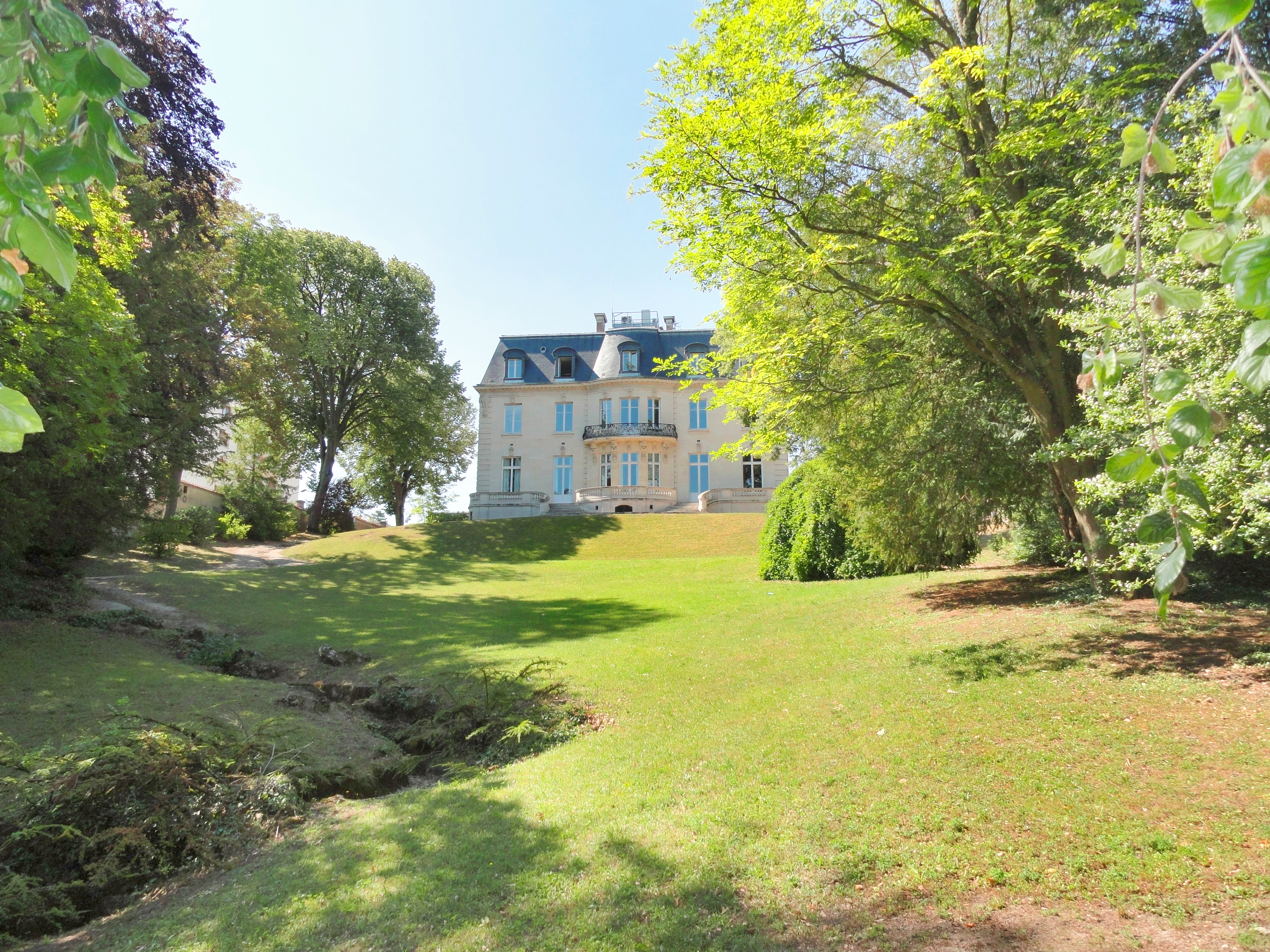
Jardins de la Maison Gallice, nouveau siège des champagnes de Venoge à Épernay.
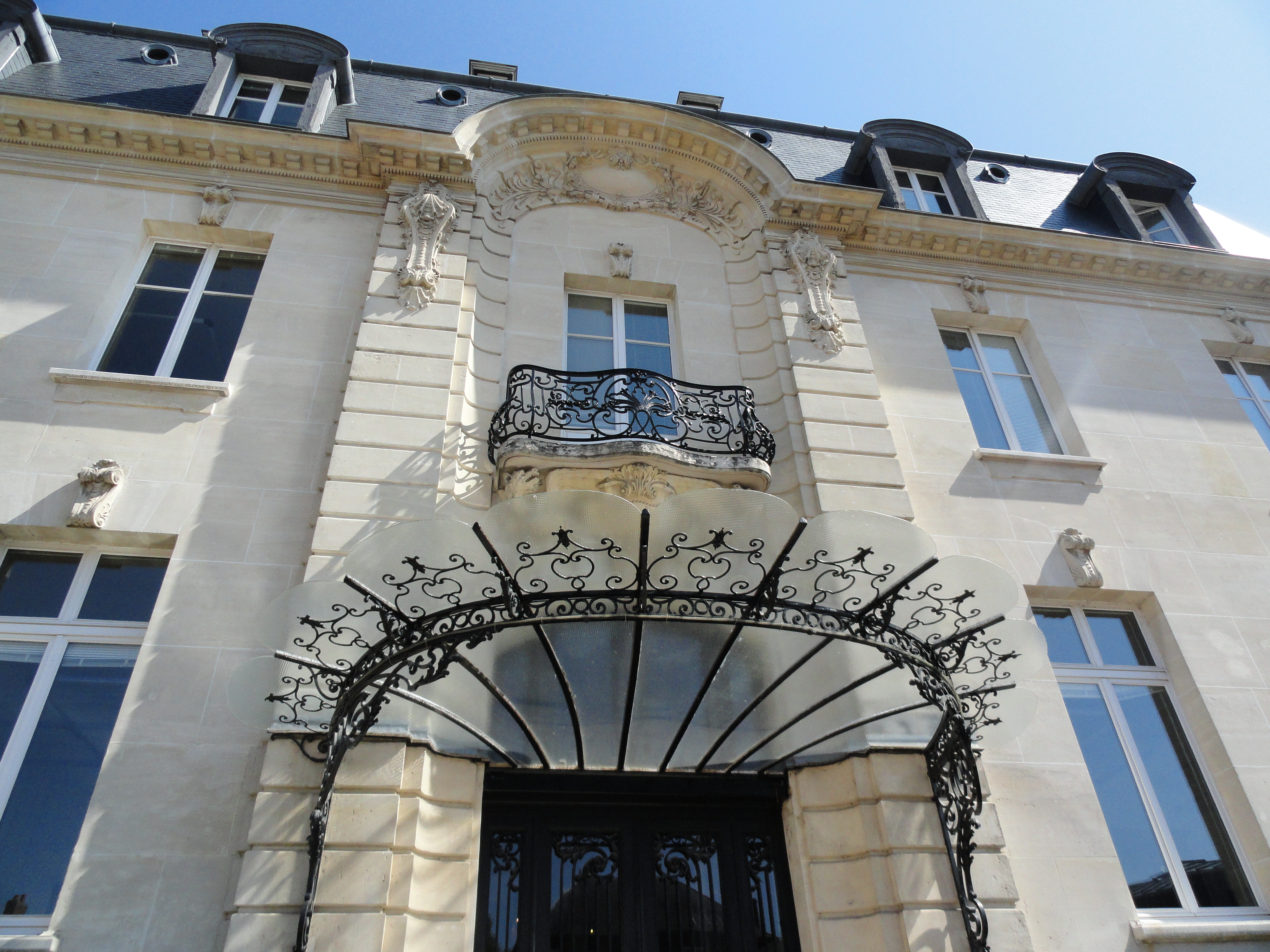
Marquise de la Maison Gallice.

## Production
La maison produit environ 1 700 000 bouteilles par an, avec des cuvées allant du blanc de blancs au blanc de noirs. Elle produit notamment une cuvée prestige, la Cuvée des Princes.

### Les vins
- Le Cordon Bleu Extra Brut est le Brut Sans Année de la maison de Venoge. C'est leur vin le plus vendu et leur carte de visite. Le vin, très peu sucré dans la liqueur d'expédition, est composé à 50 % de pinot noir, 25 % de pinot meunier et 25 % de chardonnay. Afin de pouvoir livrer une qualité constante, 30 % du vin utilisé à cet effet a été extrait des réserves qui reposent dans les caves de la maison.
- Le Brut Millésime est un champagne élaboré à partir de raisins cueillis la même année à Ay et Verzenay. De Venoge utilise 50 % de pinot noir, environ 15 % de pinot meunier et environ 25 % de chardonnay pour ce millésime.
- Le Champagne Rosé est coloré avec l'ajout de vin rouge issu du cépage pinot noir. C'est aussi un amalgame de chardonnay, de pinot noir et de pinot meunier. Les fines bulles de gaz carbonique en font un “Crémant Rosé”.
- Le Vin du Paradis est un champagne sec, ce qui signifie que, selon la loi française, entre 17 et 35 grammes de sucre ont été ajoutés au vin. La maison de Venoge a opté pour 20 grammes par litre. L'assemblage de 60 % de pinot noir des communes grand cru de la Montagne de Reims a été complété à parts égales de pinot meunier et de chardonnay.
- Le Louis XV extra Brut Rosé est composé de pinot noir et de chardonnay. Le vin vieillit six ans en cave.
- Le Cordon Bleu Demi-Sec est le champagne le plus doux de la maison. Ce demi-sec contient 45 grammes de sucre de canne par litre.
- Le Blanc de Blancs est un assemblage de vins de la Côte des Blancs (80 %) et des Coteaux du Sézannais (20 %). Avec un blanc de blancs, le vin blanc est élaboré à partir de raisins blancs.
- Le Cordon Bleu Brut Select est un deuxième Brut Sans Année de la maison. Il est assemblé à partir de 50 % de pinot noir, 25 % de pinot meunier et 25 % de chardonnay. Ce vin est exclusivement élaboré à partir du premier pressurage des raisins.
- Le Blanc de Noirs est un vin blanc issu de raisins noirs. Ce blanc de noirs est composé à 80 % de pinot noir et à 20 % de pinot meunier.
- La Cuvée Vingt Ans est un champagne extra brut assemblé à partir de vins vieillis pendant vingt ans dans les caves de la maison.
- Le Louis XV, un millésime 1995, est un vin élaboré de manière particulière. Le jeune vin avait déjà reçu une liqueur de tirage lors de son élevage en fûts de chêne. Une grande partie du dioxyde de carbone résultant a pu s'échapper du baril. Le nom rappelle la date de naissance des champagnes modernes. Le 25 mai 1728, Louis XV de France autorise le transport du “champagne gris” de la Champagne à la Normandie en bouteilles au lieu de tonneaux.
- Le Champagne Venoge Grand Vin des Princes est la cuvée de prestige de la maison et n'est élaboré en millésime que les meilleures années.

Quelques cuvées des champagnes de Venoge
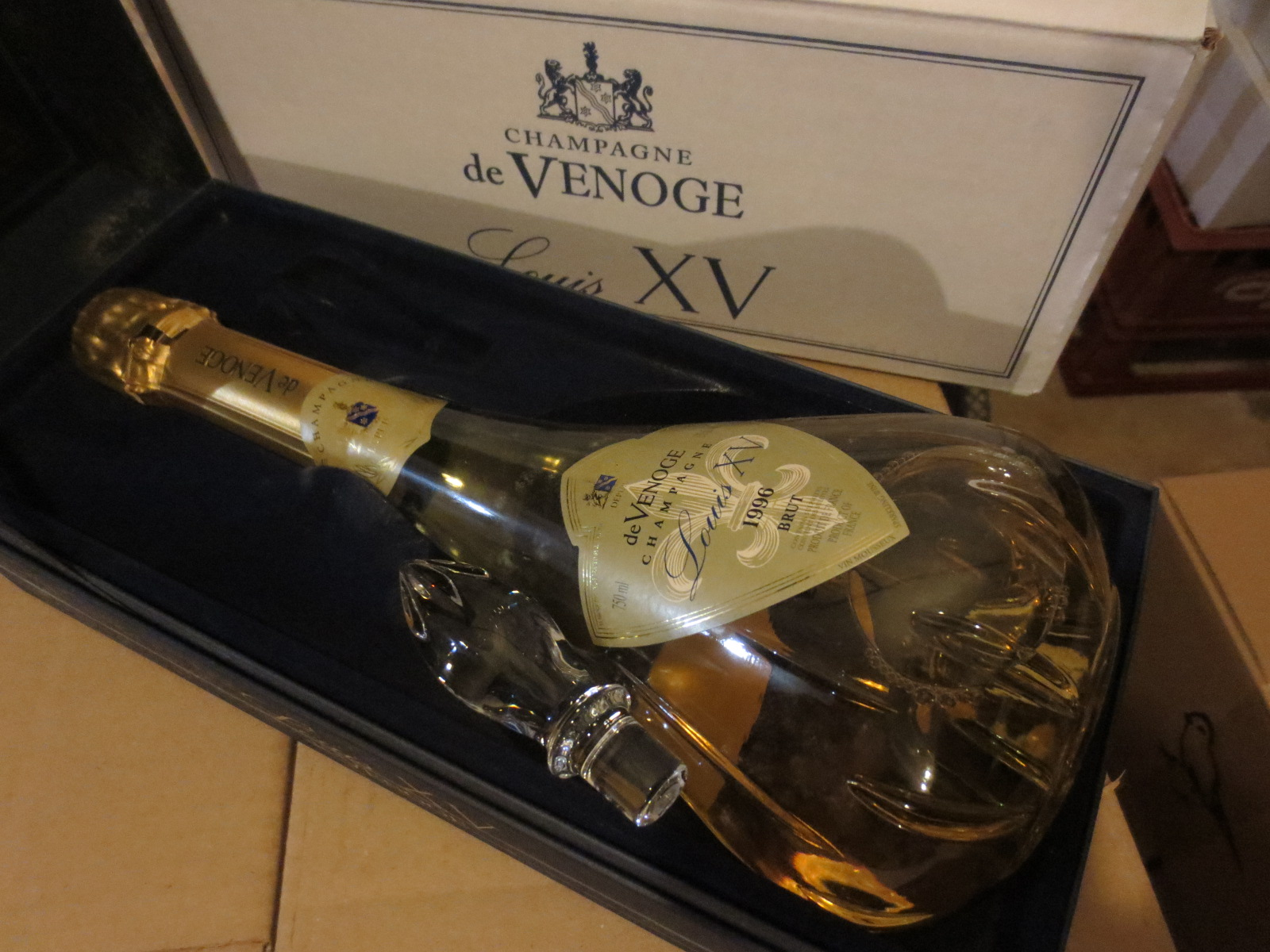
Cuvée Louis XV.
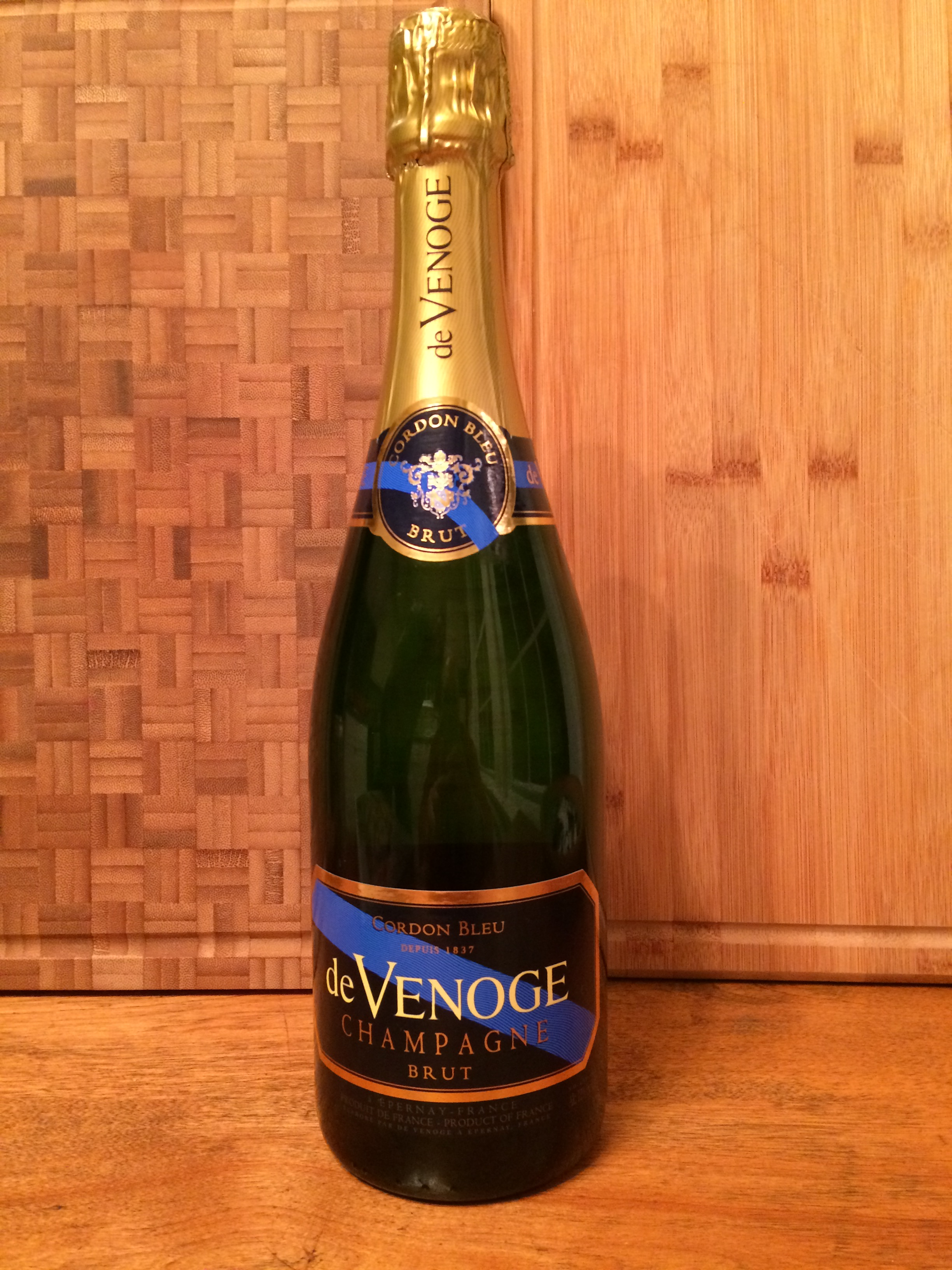
Cordon Bleu Brut.

### Vin rouge
De La Forêt est un vin rouge tranquille de Champagne. Ces bouteilles peuvent porter l'Appellation d'Origine Contrôlée Coteaux champenois sur l'étiquette. Ce vin est un millésime et a été élaboré à partir de pinot noir des Riceys. Avant que Dom Pérignon ne développe la méthode traditionnelle et transforme le champagne en un vin blanc effervescent, le vin rouge était principalement produit dans la région. Louis XIV ne connaissait pas les champagnes mousseux, il buvait ainsi du champagne rouge sur les conseils de ses médecins. Ce vin a été élaboré à partir de raisins de vignes de quarante ans d'âge.